# Лагрейн
Лагрейн — сорт чёрного винограда, используемый для производства сухих красных вин. Даёт вина насыщенного, глубокого красного цвета.

## География
Относится к эколого-географической группе западноевропейских сортов винограда. Выращивают в основном в Италии, в южном Тироле. Кроме того, его культивируют и на территории других стран мира: Австрии, Германии, Австралии.

## Основные характеристики
Сила роста лозы сильная. Лист средний, пятилопастный.  У листьев опушение на нижней поверхности. Гроздь средняя вытянутая. Ягоды средней и мелкой величины, округлые, чёрно-коричневые. Цветок обоеполый. Урожайность этого сорта винограда сильно зависит от условий, но, как правило, не высока. Относится к сортам средне-позднего периода созревания.

## Синонимы
Носит также следующие названия: Burgundi Lagrein, Lagrain, Lagrino und Lagroin bekannt.